# Église Saint-Martin de Chavot
Pour les articles homonymes, voir église Saint-Martin et Chavot.
L'église de Chavot  est une église construite au XIIe siècle, située sur la commune de Chavot-Courcourt, dans le département de la Marne, en France.

## Historique
L’église, d’architecture romane, date du XIIe siècle. Elle est sur la motte de l'ancien château auquel elle était accolée, elle fut plusieurs fois détruite. Citée la première fois en 1108, elle aurait reçu quelques réfections  grâce aux subsides de la reine Blanche de Castille. Elle fut incendiée en 1567, pendant les guerres de Religion, par les Huguenots du prince de Condé. C'est l'abbé Toupet qui, ainsi que l'atteste une pierre, fit rebâtir en 1739 le bas-côté qui fait face à Moussy. L'église eut à subir de nouvelles violences sous la Révolution et les conflits modernes ne l'ont pas épargnée. Le toit fut refait d'un seul tenant. Le 1er juillet 1849, les cloches neuves sont réceptionnées.
Elle est sur un plan de croix latine, l'entrée occidentale se faisant par une tour porche. Elle est inscrite aux monuments historiques par arrêté du 11 juillet 1942.
Une association des Amis de l'église a été constituée, permettant l'ouverture au public les dimanches de l'été.